# .22 Court
La .22 Court (5,6 mm) est une cartouche à percussion annulaire, variante de la 6 mm Flobert, qui est apparue en 1857 comme munition du revolver de poche S&W N°1 (en). Elle  présentait alors une balle en plomb nu de 1,9 g propulsée par 0,26 g de poudre noire.

## Usage
Elle est utilisée dans des armes de défense personnelle et de tir sportif. Elle peut se chambrer dans des modèles tirant les .22 Long et .22 Long Rifle mais l'inverse est impossible.

## Dimensions
- Diamètre réel  de la balle : 5,73 mm
- Longueur de l'étui : 10,67 mm

## Balistique indicative
- Masse de la balle : 1,8 g
- Vitesse initiale : 260 m/s
- Énergie initiale : 61 joules